# Propeamussium lucidum
Propeamussium lucidum is een tweekleppigensoort uit de familie van de Propeamussiidae. De wetenschappelijke naam van de soort is voor het eerst geldig gepubliceerd in 1873 door Jeffreys in Thomson.